# إتش تي سي تايتن II
إتش تي سي تايتن II (بالإنجليزية: HTC Titan II)‏ هو هاتف ذكي من إتش تي سي يعمل بنظام ويندوز فون، تم طرحه في الأسواق في 8 أبريل 2012.

## الخصائص
- نظام التشغيل: ويندوز فون
- الكاميرا الأمامية: 16 ميجابكسل
- الكاميرا الخلفية: 1.3 ميجابكسل
- الشاشة: شاشة لمس إل سي دي
- الوزن: 173 غ (6.1 أونصة)
- المعالج: 1.5 جيجا هرتز

## وصلات خارجية
- الموقع الإلكتروني